# Bento Couceiro
Bento da Silva Soares Couceiro, nascido em 26 de dezembro de 1931 era natural de Tentúgal, concelho de Montemor-o-Velho, iniciou a sua carreira nos juniores do Sporting Clube de Portugal, sendo depois emprestado ao Luso FC (Barreiro), mas regressando ao emblema lisboeta na época seguinte.
O ingresso no Sporting da Covilhã aconteceu em 1954/1955, tendo contribuído na temporada posterior para a melhor classificação de sempre dos serranos na 1ª Divisão: 5º lugar. O excelente desempenho de Couceiro no lado esquerdo da defesa covilhanense, possibilitou-lhe voltar ao Sporting CP por uma época, mas regressando novamente ao Sporting da Covilhã em 1957/1958, ajudando logo à conquista do Campeonato Nacional da 2ª Divisão e consequente retorno ao patamar mais alto do futebol nacional.
Couceiro permaneceu nos serranos até 1964, tendo sido um jogador de grande qualidade técnica, chegando a ser convocado para treinos da Selecção Nacional.
Couceiro envergou diversas vezes a braçadeira de capitão da equipa covilhanense, que representou em 142 jogos (5 golos) na 1ª Divisão, sendo o sexto jogador com mais presenças na 1ª divisão pela formação serrana. Na Taça de Portugal integrou a camisola dos leões serranos em 19 jogos e marcou 4 golos. Participou numa final da Taça de Portugal, frente ao Sport Lisboa e Benfica.
Viria a finalizar a carreira no Clube Desportivo de Gouveia, tendo chegado na época de 1965/1966, tendo ajudado este clube serrano a atingir o maior feito do seu historial, a subida à 2ª divisão nacional, permanecendo no clube durante sete anos.
Terminada a sua carreira de jogador e treinador, estabelece-se em Gouveia encetado a sua vida profissional na área do comércio/restauração.  
Faleceu a 27 de Outubro de 2013 com 82 anos, em Gouveia, vitima de doença prolongada.